# Teamim
Teamim ou cantilena (do hebraico: טעמים) é o ritual de cantar leituras da Bíblia hebraica nas liturgias da sinagoga. Os cânticos são escritos e simbolizados em conformidade com os sinais especiais ou marcas impressas no texto massorético da Bíblia hebraica (ou Tanakh) para complementar as letras e os pontos de vogal. Estas marcas são conhecidas em português como acentos e em hebraico como טעמי המקרא ta`amei ha-mikra ou simplesmente טעמים te`amim.  Alguns desses sinais também eram usados nos manuscritos medievais da Mishná. Os motivos musicais associados aos sinais são conhecidos, em hebraico, como nigun ou neginot (não confundir com Nigun hassídico) e, em iídiche, como טראָפ,  que significa 'tropo'.

E disse Deus: "Ajuntem-se as águas debaixo dos céus num lugar."
As letras em preto, pontos de vogal e d'geshim (marcas de geminação) em vermelho, cantilena em azul.

|                                                    | Exemplo de cantilena hebraica. Esta é uma parte da bênção que é tradicionalmente cantada antes da Aliá La-Torá (leitura da Torá). |
| Problemas para escutar este arquivo? Veja a ajuda. | |

|                                                    | Amar Rabbi Elazar Uma definição tradicional da última passagem do primeiro tratado da Mishná, Berakhot, que descreve como os estudiosos do Talmude criam a paz no mundo. Interpretada pelo Hazzan Kanewsky Meyer em 1919 para a Edison Records. |
| Problemas para escutar este arquivo? Veja a ajuda. | |